# نادي السكر
نادي السكر الرياضي هو أحد أندية الدوري العراقي الدرجة الثانية، تأسس عام 2005، يقع مقرة في محافظة ميسان.